# ریکاردو پالیتی
ریکاردو پالیتی (ایتالیایی: Riccardo Paletti؛ زادهٔ ۱۵ ژوئن ۱۹۵۸ در میلان، درگذشتهٔ ۱۳ ژوئن ۱۹۸۲ در مونترآل، کبک) رانندهٔ مسابقات اتومبیل‌رانی فرمول یک اهل ایتالیا بود که در فصل ۱۹۸۲ در مجموع در هشت گراند پری شرکت کرد، اما موفق به کسب هیچ امتیازی نشد.
پالیتی در ۱۳ ژوئن ۱۹۸۲ بر اثر تصادف رانندگی در زمان شروع دومین مسابقه‌اش در مونترآل، کبک درگذشت.